# Cathedral of Saint Paul (Saint Paul)

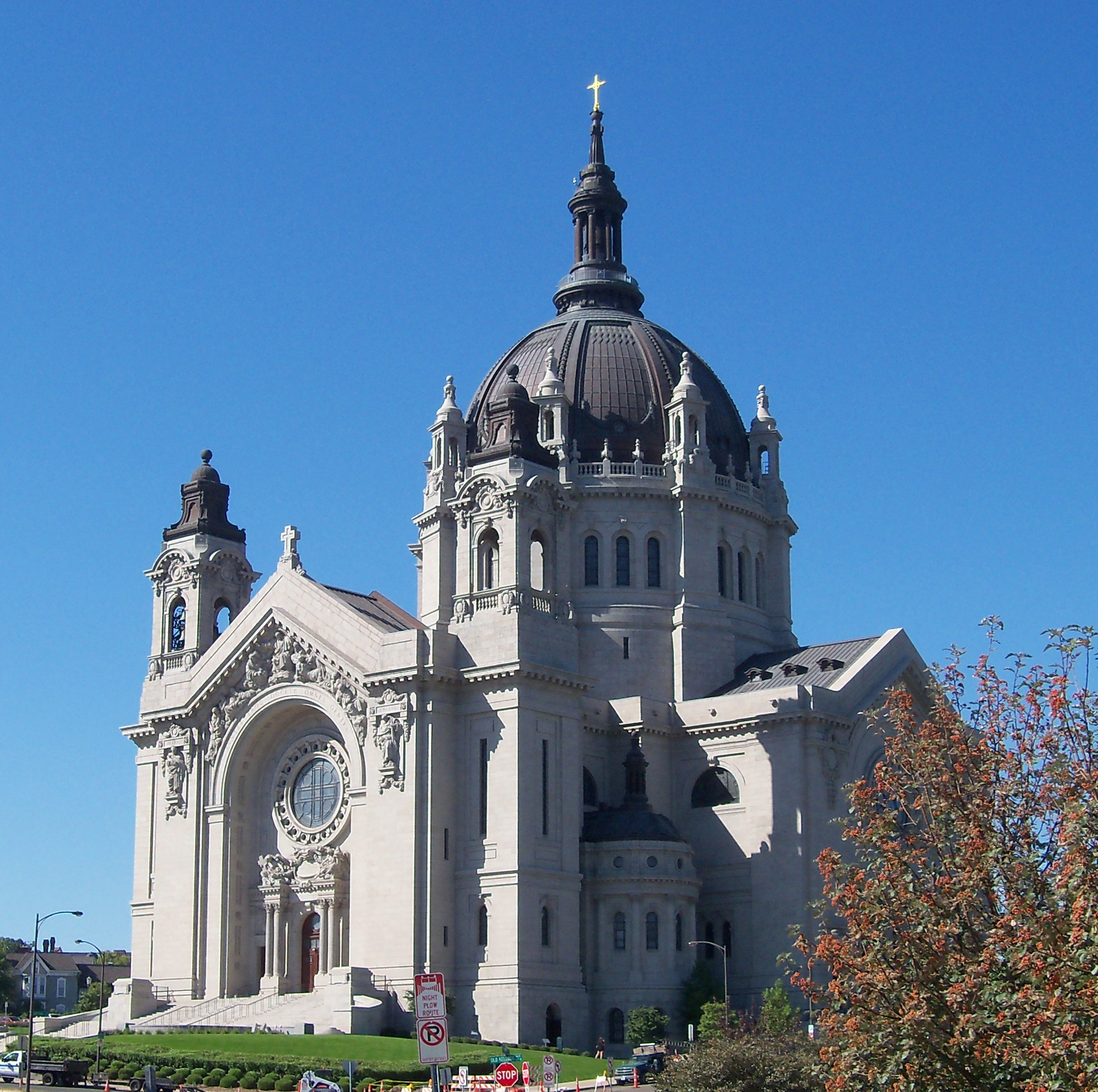
Cathedral of Saint Paul

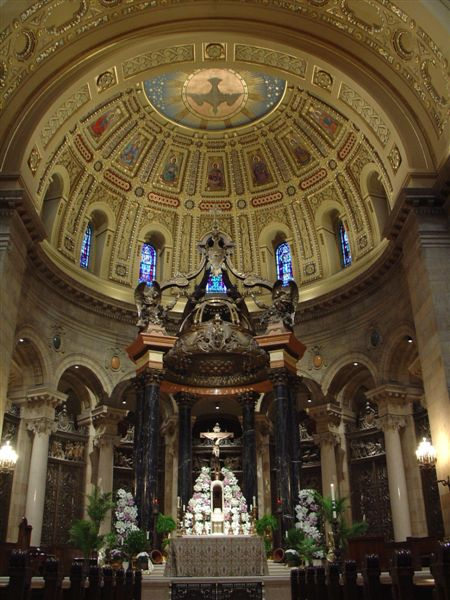
Inneres: Umgangschor mit Hauptaltar

Die Cathedral of Saint Paul in Saint Paul, der Hauptstadt des US-Bundesstaats Minnesota, die auch als National Shrine of the Apostle Paul bekannt ist, ist die Bischofskirche des römisch-katholischen Erzbistums Saint Paul und Minneapolis und seit 2009 Nationalheiligtum. Konkathedrale der Erzdiözese ist die Marienbasilika in Minneapolis. Die vom französischen Architekten Emmanuel Louis Masqueray entworfene und 1906 bis 1915 erbaute neoromanisch-neobyzantinische Kreuzkuppelkirche steht auf dem Summit Hill oberhalb der Innenstadt von Saint Paul.

## Geschichte
Im frühen 19. Jahrhundert ließen sich im Gebiet der heutigen Stadt Saint Paul frankokanadische Siedler nieder. Sie bauten 1841 auf einer Höhe am Mississippi-Ufer eine Holzkapelle. Deren Patrozinium Saint Paul wurde zum Namen der Siedlung, die bis dahin, nach dem Spitznamen des ersten Siedlers, Pig’s Eye genannt wurde.
Noch in den 1840er Jahren wurde die Kapelle auf die doppelte Größe erweitert und 1851 zur Prokathedrale des neuen Bistums Saint Paul erhoben. Der erste Bischof Joseph Crétin ließ auf einem anderen, zentraler gelegenen Grundstück eine neue Kathedrale erbauen. Auch sie war nur ein Provisorium – der Kirchraum bildete ein Stockwerk in einem mehrgeschossigen Diözesangebäude – und schon bei der Fertigstellung zu klein. 1854 begann auf einem neuen Grundstück die Errichtung einer größeren, repräsentativen Kathedrale. Die Arbeiten wurden jedoch während der Wirtschaftskrise von 1857 unterbrochen und 1858 stark reduziert zu Ende geführt.
Die rasch wachsende Bevölkerung machte auch diesen Bau bald unzureichend. In den 1880er Jahren begannen die Vorplanungen für die heutige Kathedrale, vorangetrieben ab 1884 durch Erzbischof John Ireland. Nach längerer Suche konnte das exponierte Gelände auf dem Summit Hill erworben werden. Ein Exekutiv- und Fundraising-Komitee wurde gegründet, und 1905 wurde der aus Frankreich stammende und an der École des Beaux-Arts de Paris ausgebildete Masqueray mit dem Entwurf beauftragt. An der Feier der Grundsteinlegung am 2. Juni 1907 nahmen über 60.000 Menschen teil. Die erste heilige Messe in der neuen Kathedrale feierte Erzbischof Ireland am Palmsonntag 1915. Die Innenausstattung nahm weitere Jahrzehnte in Anspruch. 1958 schließlich nahm Erzbischof William O. Brady in einer fünfstündigen Zeremonie die Weihe vor.
1974 wurde die Kathedrale ins National Register of Historic Places der Vereinigten Staaten aufgenommen. 1987 wurden fünf bronzene Kirchenglocken aus Frankreich erworben. Die kupferne Kuppel wurde 2002 renoviert. 2009 erklärte die Bischofskonferenz der Vereinigten Staaten die Kathedrale zum Nationalheiligtum.

## Architektur
Die Cathedral of Saint Paul ist aus Granit und Travertin gebaut und hat 3.000 Sitzplätze. Sie ist ein herausragendes Beispiel der eklektizistischen Beaux-Arts-Architektur in den USA. Ihr nur einjochiges Langhaus bildet mit den gleich langen Querhausarmen und dem weiträumigen Umgangschor mit Kapellenkranz ein griechisches Kreuz. Über der Mitte steht die kupfergedeckte Kuppel mit bekrönender Laterne. Sie ist 53 m hoch bei einem Durchmesser von 29 m und hat einen runden, durchfensterten Tambour mit acht Türmchen. Die Portalfassade weist nach Osten und ist mit zwei Flankentürmen und reichem Skulpturenschmuck aufwendig gestaltet. Zwischen dem Portalbogen und dem Giebeldach ist Christus umgeben von Aposteln zu sehen; außen die Statuen von Petrus und Paulus. Der Bogen trägt die lateinische Inschrift Euntes ergo docete omnes gentes („Geht und lehrt alle Völker“, Matthäus 28,19 , Vulgata).

## Ausstattung
Im Inneren fällt der Blick von allen Seiten auf den Hochaltar mit seinem Ziborium. Wandschmuck und Skulpturen illustrieren die Passion Christi, die sieben Sakramente, die sieben Gaben des Heiligen Geistes und das Leben des Apostels Paulus. Die Fenster des Kuppeltambours zeigen die Chöre der Engel. An den vier Pfeilern, die ihn tragen, stehen überlebensgroße Statuen der Evangelisten, darüber befinden sich Mosaiken mit Allegorien der Kardinaltugenden. Die Fensterrosen der Portalfassade und der Querhausarme sowie zahlreiche weitere Bildfenster zeigen biblische und hagiografische Motive mit besonderem Bezug zur Kirchengeschichte Amerikas.
Die sechs Kapellen des Chorumgangs sind den Schutzpatronen der Nationen gewidmet, aus denen die meisten katholischen Einwanderer stammten: Antonius von Padua für Italien, Johannes der Täufer für Frankreich und Kanada, Patrick für Irland, Bonifatius für Deutschland sowie Kyrill und Method für die Slawen. Therese von Lisieux steht für die Weltmission.

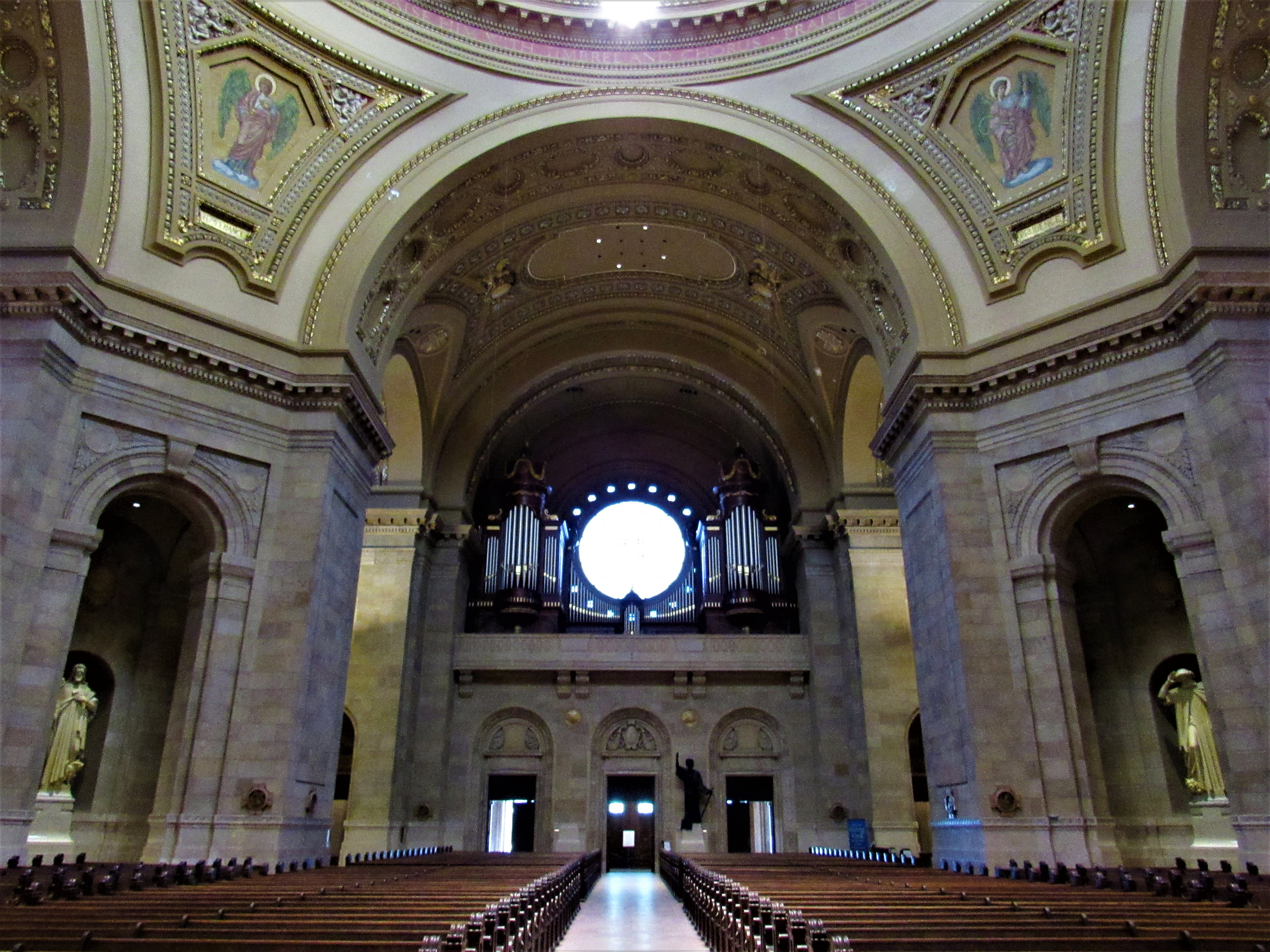
Blick auf die Hauptorgel

### Orgeln
Die Kathedrale besitzt zwei Skinner-Orgeln von 1927 und 1963. Die Chororgel wurde 1927 errichtet; das Instrument hat 32 Register auf drei Manualwerken und Pedal und befindet sich hinter einer Holzwand; die Spielanlage befindet sich hinter dem Hauptaltar. 
Die Hauptorgel auf der Galerie wurde 1963 fertig gestellt. Das Instrument hatte zunächst 53 Register auf drei Manualwerken und Pedal. Anlässlich des Kathedraljubiläums im Jahre 2015 wurden beide Instrumente überarbeitet. Die Hauptorgel wurde erweitert und in einem neuen Orgelgehäuse aufgestellt, welches das Rosettenfenster frei lässt und sich besser in die Architektur der Kathedrale einfügt. Außerdem wurde die Hauptorgel um ein viertes Manualwerk (Bombardenwerk) mit 12 Registern erweitert, unter anderem um ein Hochdruckregister Pontifical Trompette. Jedes Instrument erhielt einen neuen, identischen Spieltisch, von dem aus heute jeweils beide Orgeln angespielt werden können. Die Spieltrakturen sind jeweils pneumatisch, die Registertrakturen sind elektrisch. Die Hauptorgel hat heute 78 Register, darunter 11 extendierte Register und 16 Transmissionen.
| I Choir Organ C–c4    |         |
| Viola pomposa (Ext.)  | 16'     |
| Gedeckt               | 08'     |
| Viola pomposa         | 08'     |
| Viola pomposa Celeste | 08'     |
| Erzahler              | 08'     |
| Erzahler Celeste      | 08'     |
| Spitz Principal       | 04'     |
| Block Flute           | 04'     |
| Nazard                | 02 ⁄3'  |
| Zauber Flute          | 02'     |
| Tierce                | 01 3⁄5' |
| Mixture III           | 01 ⁄3'  |
| Cromorne              | 08'     |
| English Horn          | 08'     |
| Tremulant             |         |

| II Great Organ C–c4 |         |
| Violone             | 16'     |
| Principal           | 08'     |
| Violone (Ext.)      | 08'     |
| Bourdon             | 08'     |
| Spitz Flute         | 08'     |
| Octave              | 04'     |
| Koppel Flute        | 04'     |
| Twelfth             | 02 ⁄3'  |
| Fifteenth           | 02'     |
| Seventeenth         | 01 3⁄5' |
| Mixture III-IV      |         |
| Bombarde (Ped)      | 08'     |
| Cromorne (Choir)    | 08'     |

| III Swell Organ C–c4         |     |
| Rohr Bordun (Ext.)           | 16' |
| Geigen Principal             | 08' |
| Rohr Flute                   | 08' |
| Viola da Gamba               | 08' |
| Voix Celeste                 | 08' |
| Octave                       | 04' |
| Flauto Traverso              | 04' |
| Spindle Flute                | 02' |
| Plein Jeu IV                 | 02' |
| Hautbois (Ext.)              | 16' |
| Trompette                    | 08' |
| Hautbois                     | 08' |
| Clairon                      | 04' |
| Tremulant                    |     |
|                              |     |
| Pontifical Trompette (Bomb.) | 08' |

| IV Bombarde Organ C–c4      |        |
| Violone (Great)             | 16'    |
| Open Diapason               | 08'    |
| Flûte harmonique            | 08'    |
| Octave                      | 04'    |
| Quint                       | 02 ⁄3' |
| Super Octave                | 02'    |
| Mixture V                   | 02 ⁄3' |
| Tierce Mixture IV           | 02 ⁄3' |
| Harmonic Mixture VII        | 02 ⁄3' |
| Trompette harmonique (Ext.) | 16'    |
| Trompette harmonique        | 08'    |
| Hautbois (Swell)            | 08'    |
| Clairon harmonique          | 04'    |
| Pontifical Trompette        | 08'    |

| Pedal Organ C–g1             |     |
| Bourdon                      | 32' |
| Principal                    | 16' |
| Violone (Great)              | 16' |
| Bourdon (Ext.)               | 16' |
| Viola pomposa (Choir)        | 16' |
| Rohr Bordun (Swell)          | 16' |
| Octave                       | 08' |
| Violone (Great)              | 08' |
| Bourdon (Ext.)               | 08' |
| Rohr Flute (Swell)           | 08' |
| Choral Bass (Ext.)           | 04' |
| Harmonic Flute (Bomb.)       | 04' |
| Nachthorn                    | 04' |
| Mixture IV                   |     |
| Contra Bombarde              | 32' |
| Bombarde (Ext.)              | 16' |
| Trompette harmonique (Bomb.) | 16' |
| Hautbois (Swell)             | 16' |
| Bombarde (Ext.)              | 08' |
| Hautbois (Swell)             | 08' |
| Pontifical Trompette (Bomb.) | 08' |
| Bombarde (Ext.)              | 04' |
| Hautbois (Swell)             | 04' |